# Rimski vodnjaki (Respighi)
Rímski vodnjáki (Fontane di Roma) je simfonična pesnitev Ottorina Respighija.
Skladba je nastala leta 1916 in je bila prvič izvedena 11. marca 1917 v Rimu. Skladatelj skuša v nizu impresionističnih podob ponazoriti čustva in predstave, ki jih v njem zbujajo štirje slavni rimski vodnjaki ob različnih časih dneva. Prvi stavek slika pastoralno ozračje podeželske Ville Giulie, drugi stavek pa prekipevajoče gibanje mitoloških morskih bitij, upodobljenih na Tritonovem vodnjaku. Tretji stavek, ki ga je navdihnil vodnjak Trevi (Fontana di Trevi) v opoldanski bleščavi, je najslovesnejši. Glasbena upodobitev mimohoda Neptunovega voza, ki ga vlečejo morski konjički je straussovsko polna in wagnerjansko mogočna. Skladba se sklene z otožnim prizorom sončnega zahoda ob fontani v Villi Medici. Sliši se zvonjenje angelovega češčenja in ptičje žvrgolenje, ko pa se mrak prelije v noč, potihnejo vsi šumi. 